# Chambèri
Chambèri (Chambèri en francoprovençal, Chambéry en francès,Sciamberi en italià) és una ciutat francesa, capital del departament de la Savoia a la regió d'Alvèrnia-Roine-Alps. L'any 2013 tenia 58.650 habitants.

## Geografia
Chambèri està situada en una plana tancada entre el massís dels Bauges a l'est (dominat pel Nivolet sobre el qual s'hi troba la creu del Nivolet), el massís de la Chartreuse al sud (dominat pel Granier), la chaîne de l'Épine a l'oest amb la dent del Gat i pel llac del Bourget al nord.

## Etimologia
Els romans anomenaren Lemencum l'enclavament implantat dins l'actual barri de Lémenc a Chambèri. A l'edat mitjana, la vila canvia de nom després de l'edificació del castell pels ducs.
Evolució del nom segons els anys:
- 1016: Camefriacum (Cart. Saint-André, Append., n° 44)

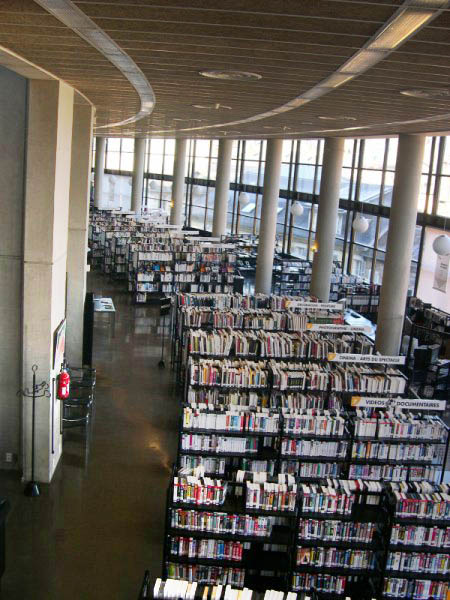
La mediateca

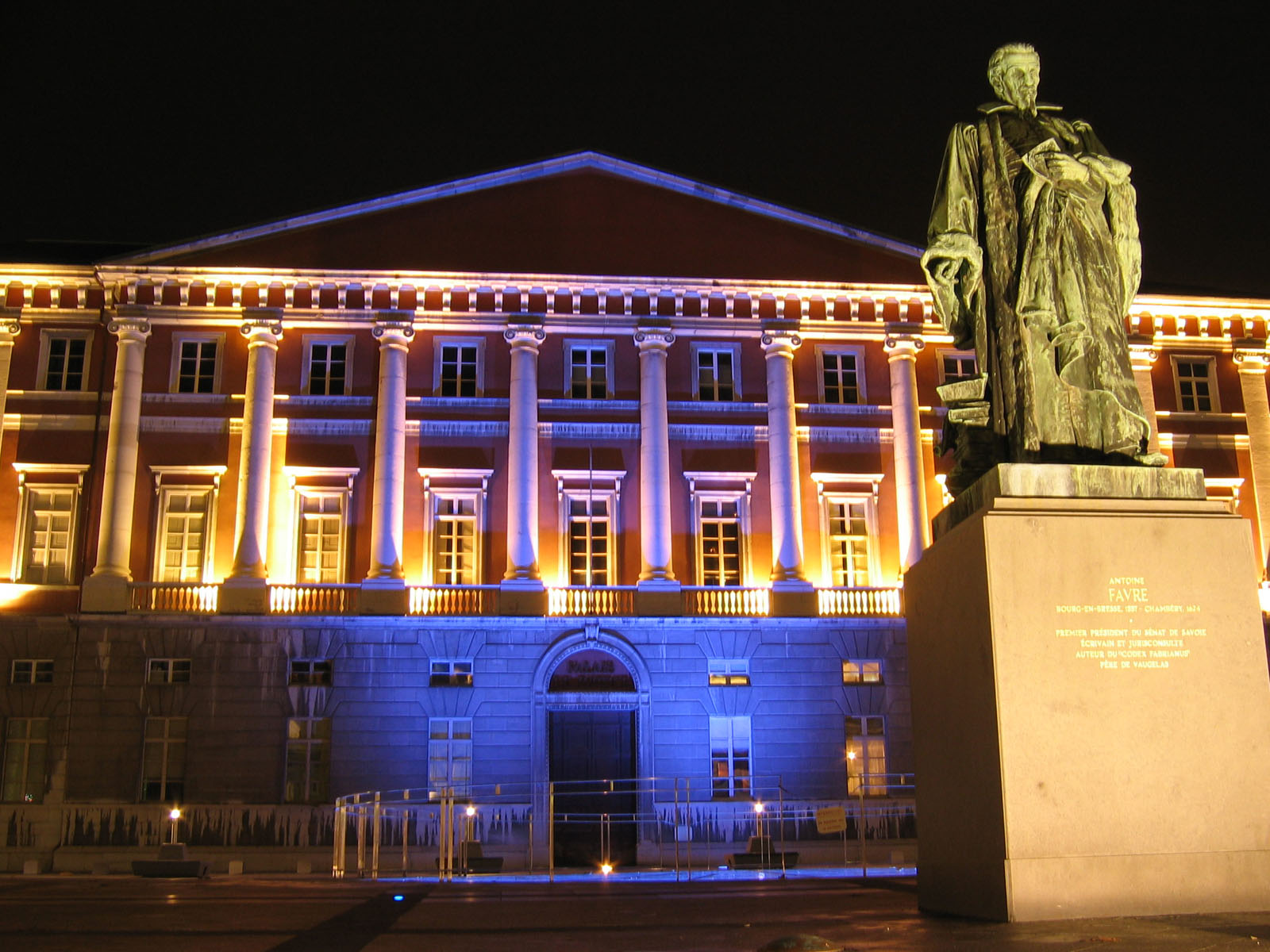
Palau de justícia

- 1029: Camberiaco
- 1036: Cambariacum
- 1044: Cambariaco
- sobre 1100: Chambariaco
- 1233: Chamberium
- 1603: Chamberi

## Escut
Escut de Chambèri: de gules, amb la creu d'argent, comandat a la sinistra d'una estrella d'or.

## Política i administració
La ciutat està governada per un consell municipal composta per 45 membres elegits cada sis anys. L'alcalde és Michel Dantin, del partit Els Republicans, des del 2014.

## Economia
- Equipaments elèctrics
- Agroalimentació
- Fibra de vidre

## Personalitats

### Personatges cèlebres
- Amadeu VIII de Savoia
- Benoît de Boigne
- Claude Favre de Vaugelas
- Renaud Dutreil, polític
- Godelle
- Claude François Milliet Dechales (1621-1678), jesuïta i matemàtic
- Luigi Federico Menabrea (1809-1896), científic, militar i polític; Primer Ministre d'Itàlia (1867-1869).

### Filòsofs i juristes
- Jean-Jacques Rousseau
- Joseph de Maistre
- Xavier de Maistre

## Monuments i llocs turístics
Chambèri està classificada com a Vila d'Art i d'Història (Ville d'Art et d'Histoire).
El monument més remarcable de Chambèri és el castell dels Ducs de Savoia, que allotja avui la prefectura i el consell general. Just al costat es troba la Santa Capella. Però el més cèlebre és la font dels elefants, que commemora les explotacions d'índies de comte de Boigne. Aquesta font és igualment coneguda pel nom de «quatre sans cul» (quatre sense cul), ja que només la meitat anterior dels elefants és representada.
La ciutat comprèn un seguit d'edificis contemporanis, reconeguts com a referències arquitectòniques:
- l'espai Malraux, sala d'espectacles construïda per Mario Botta
- la mediateca Jean-Jacques Rousseau, construïda per Aurelio Galfetti
- le manège, centre de congressos Arxivat 2007-09-05 a Wayback Machine. construïda per Jean-Jacques Morisseau
- la ciutat de les Arts, construïda per Yann Keromnes, Aurelio Galfetti, i François Cusson

Dos edificis dels anys 1930, de formigó, són notables:
- les Halles, primer exemple de construcció amb formigó, sense pilars, Sobre una obra d'aquesta talla. Protegeixen un mercat cobert i un mercat a l'aire lliure que es realitza dues vegades a la setmana. Les Halles actualment són objecte d'un concurs d'arquitectura per a la realització d'un centre comercial modern. Quatre projectes estan en pugna, al preveure alguns la destrucció de l'edifici i d'altres la seva integració en el nou conjunt.
- els antics arxius departamentals

La rotonde de la gare, inspirada per l'arquitecte Gustave Eiffel, construïda el 1906 és igualment remarcable. Ha estat inscrita a l'Inventari suplementari dels monuments històrics el 1984.
La vila disposa de tres museus:
- Museu de les Belles Arts
- Museu de la Savoia, dedicat a la història local
- Museu dels Charmettes, casa on Jean-Jacques Rousseau passà una part de la seva joventut.

## Ciutats agermanades
- Torí (Itàlia)
- Albstadt (Alemanya)
- Ouahigouya (Burkina Faso)